# Génome mitochondrial humain
Le génome mitochondrial humain désigne le matériel génétique des mitochondries, propre à l'espèce humaine.
En génétique des populations et en théorie de l'évolution, ce génome est particulièrement étudié, car il permet de remonter des lignées féminines puisqu'il n'est transmis que par la mère (contrairement au chromosome Y humain qui n'est transmis que par les pères) 
Ce génome est particulièrement étudié en médecine, notamment dans le cadre des maladies génétiques, car il permet de retracer l'origine familiale d'une maladie.

## Caractéristiques
L’ADN mitochondrial est présent dans la matrice des mitochondries. C’est une molécule qui peut être circulaire (épisome), linéaire, branchée, généralement sans intron (il existe cependant quelques rares introns autoépissables chez les champignons et les levures). Sa taille et son contenu en gènes varient d'une espèce à l'autre. Chez les animaux supérieurs, cette taille varie habituellement entre 15 000 et 24 000 paires de bases, mais peut être 10 à 100 fois plus grande chez les champignons et les plantes. Bien que la taille de l'ADN mitochondrial soit extrêmement variable, il ne contient réellement que peu de gènes codant des protéines. Chez l'être humain, elle est formée de 2 brins.
Constituée de 16 569 paires de bases, sa masse est de 107 daltons. C’est un ADN très petit par rapport aux 3 milliards de paires de bases de l’ADN nucléaire des cellules humaines. Sa quantité chez un être humain est non négligeable car une cellule possède environ 2 000 mitochondries et une mitochondrie contient environ 2 à 4 molécules d’ADN mt. Au total, on dénombre environ 4 000 molécules d’ADN mt par cellule. L'ADN mitochondrial évolue extrêmement rapidement, même au sein d'une même espèce grâce à ses mécanismes de recombinaison homologue.

## Gènes portés par cet ADN

Organisation de l'ADN mitochondrial de l'Homme.

L'ADN mitochondrial est occupé par des séquences codantes et quelques introns et ne contient aucune séquence répétée. Il est transcrit initialement sous la forme de 2 ARN qui sont ensuite clivés au niveau des ARNt. Toutes les protéines impliquées dans la protéosynthèse sont codées par des gènes nucléaires. L'ADN mitochondrial (37 gènes) code 22 ARNt, 2 ARNr et 13 protéines membranaires impliquées dans la production d'énergie par la mitochondrie :
- cytochrome oxydase,
- ATP synthase,
- NADH déshydrogénase.

l’ADN mitochondrial dispose un système de réparation mais qui est incomplet . Également, la moitié des protéines mitochondriales codées par le génome nucléaire seraient spécifiques d'un tissu.
| Gène    | Type              | Produit                                          | Positions dans le mitogénome                 | Brin |
| ------- | ----------------- | ------------------------------------------------ | -------------------------------------------- | ---- |
| MT-ATP8 | Code une protéine | ATP synthase, Fo sous-unité 8 (complexe V)       | 08 366 - 08 572 (chevauchement avec MT-ATP6) | H    |
| MT-ATP6 | Code une protéine | ATP synthase, Fo sous-unité 6 (complexe V)       | 08 527 - 09 207 (chevauchement avec MT-ATP8) | H    |
| MT-CO1  | Code une protéine | Cytochrome c oxydase, sous-unité 1 (complexe IV) | 05 904 - 07 445                              | H    |
| MT-CO2  | Code une protéine | Cytochrome c oxydase, sous-unité 2 (complexe IV) | 07 586 - 08 269                              | H    |
| MT-CO3  | Code une protéine | Cytochrome c oxydase, sous-unité 3 (complexe IV) | 09 207 - 09 990                              | H    |
| MT-CYB  | Code une protéine | Cytochrome b (complexe III)                      | 14 747 - 15 887                              | H    |
| MT-ND1  | Code une protéine | NADH déshydrogénase, sous-unité 1 (complexe I)   | 03 307 - 04 262                              | H    |
| MT-ND2  | Code une protéine | NADH déshydrogénase, sous-unité 2 (complexe I)   | 04 470 - 05 511                              | H    |
| MT-ND3  | Code une protéine | NADH déshydrogénase, sous-unité 3 (complexe I)   | 10 059 - 10 404                              | H    |
| MT-ND4L | Code une protéine | NADH déshydrogénase, sous-unité 4L (complexe I)  | 10 470 - 10 766                              | H    |
| MT-ND4  | Code une protéine | NADH déshydrogénase, sous-unité 4 (complexe I)   | 10 760 - 12 137 (chevauchement avec MT-ND4L) | H    |
| MT-ND5  | Code une protéine | NADH déshydrogénase, sous-unité 5 (complexe I)   | 12 337 - 14 148                              | H    |
| MT-ND6  | Code une protéine | NADH déshydrogénase, sous-unité 6 (complexe I)   | 14 149 - 14 673                              | L    |
| MT-RNR2 | Code une protéine | Humanine                                         | —                                            | —    |
| MT-TA   | ARN de transfert  | ARNt-Alanine (Ala ou A)                          | 05 587 - 05 655                              | L    |
| MT-TR   | ARN de transfert  | ARNt-Arginine (Arg ou R)                         | 10 405 - 10 469                              | H    |
| MT-TN   | ARN de transfert  | ARNt-Asparagine (Asn ou N)                       | 05 657 - 05 729                              | L    |
| MT-TD   | ARN de transfert  | ARNt-Acide aspartique (Asp ou D)                 | 07 518 - 07 585                              | H    |
| MT-TC   | ARN de transfert  | ARNt-Cystéine (Cys ou C)                         | 05 761 - 05 826                              | L    |
| MT-TE   | ARN de transfert  | ARNt-Acide glutamique (Glu ou E)                 | 14 674 - 14 742                              | L    |
| MT-TQ   | ARN de transfert  | ARNt-Glutamine (Gln ou Q)                        | 04 329 - 04 400                              | L    |
| MT-TG   | ARN de transfert  | ARNt-Glycine (Gly ou G)                          | 09 991 - 10 058                              | H    |
| MT-TH   | ARN de transfert  | ARNt-Histidine (His ou H)                        | 12 138 - 12 206                              | H    |
| MT-TI   | ARN de transfert  | ARNt-Isoleucine (Ile ou I)                       | 04 263 - 04 331                              | H    |
| MT-TL1  | ARN de transfert  | ARNt-Leucine (Leu-UUR ou L)                      | 03 230 - 03 304                              | H    |
| MT-TL2  | ARN de transfert  | ARNt-Leucine (Leu-CUN ou L)                      | 12 266 - 12 336                              | H    |
| MT-TK   | ARN de transfert  | ARNt-Lysine (Lys ou K)                           | 08 295 - 08 364                              | H    |
| MT-TM   | ARN de transfert  | ARNt-Méthionine (Met ou M)                       | 04 402 - 04 469                              | H    |
| MT-TF   | ARN de transfert  | ARNt-Phenylalanine (Phe ou F)                    | 00 577 - 00 647                              | H    |
| MT-TP   | ARN de transfert  | ARNt-Proline (Pro ou P)                          | 15 956 - 16 023                              | L    |
| MT-TS1  | ARN de transfert  | ARNt-Sérine (Ser-UCN ou S)                       | 07 446 - 07 514                              | L    |
| MT-TS2  | ARN de transfert  | ARNt-Sérine (Ser-AGY ou S)                       | 12 207 - 12 265                              | H    |
| MT-TT   | ARN de transfert  | ARNt-Thréonine (Thr ou T)                        | 15 888 - 15 953                              | H    |
| MT-TW   | ARN de transfert  | ARNt-Tryptophane (Trp ou W)                      | 05 512 - 05 579                              | H    |
| MT-TY   | ARN de transfert  | ARNt-Tyrosine (Tyr ou Y)                         | 05 826 - 05 891                              | L    |
| MT-TV   | ARN de transfert  | ARNt-Valine (Val ou V)                           | 01 602 - 01 670                              | H    |
| MT-RNR1 | ARN ribosomique   | Petite sous-unité : SSU (12S)                    | 00 648 - 01 601                              | H    |
| MT-RNR2 | ARN ribosomique   | Grande sous-unité : LSU (16S)                    | 01 671 - 03 229                              | H    |

Des mutations dans ces gènes sont à l'origine de maladies génétiques rares, dont la transmission est maternelle.

## Utilisations
L'avantage d'utiliser l'ADN mitochondrial pour l'analyse de filiation, réside dans le fait que les mitochondries sont transmises uniquement par la mère, par hérédité cytoplasmique. À chaque génération il n'y a donc pas de recombinaison génétique. Cela permet donc de suivre des populations en comparant le degré de similarité de leur ADN mitochondrial.
De plus, chez l’humain, il ne compte que 37 gènes (alors que l’ADN humain en compte quelque 25 000). Il est en général mieux conservé et évidemment, beaucoup plus vite décodé. En effet, contrairement à l’ADN humain qui est un assemblage de la moitié des gènes de la mère et de la moitié des gènes du père (donc du quart de chaque grand-parent ou encore du huitième de chaque arrière-grand-parent, etc.) rendant très difficile l’établissement de la filiation au-delà de quelques générations, l’ADN mitochondrial n’est normalement transmis que par la mère, qui le tient elle-même de sa mère qui le tient de la sienne, etc. Cela simplifie donc énormément l’étude des filiations mère-enfant et la datation des lignées. L’ADN mitochondrial des mâles provient de leur mère et n’est normalement pas transmis à la génération suivante.
Il y a 2 régions hyper-variables HV1 et HV2 dans les séquences d-loop. Leur comparaison entre  différents individus est intéressante du point de vue de l'évolution très récente des humains, mais aussi pour distinguer des lignées différentes, et résoudre des problèmes de filiation ou en identification de restes humains et d'auteur de crimes. Ces études nécessitent un séquençage de ces régions.
Dans l'étude des migrations et des origines de 'Homo sapiens', certaines caractéristiques de l'ADN mitochondrial en font un matériel de choix pour essayer de comprendre l'origine des populations humaines :
- C'est un ADN abondant dans les cellules, puisqu'il se retrouve à des milliers d'exemplaires par cellule, alors que chaque gène du noyau n'est présent, lui, qu'en 2 exemplaires (non identiques) par cellule. Ainsi, pour étudier des restes fossiles,  en ciblant spécifiquement l'ADN mitochondrial, les paléogénéticiens multiplient les chances de réussir à mettre la main sur un bout d'information encore conservée[1].
- La vitesse de mutation est plus importante que dans le génome nucléaire, ce qui permet d'étudier des évolutions récentes comme c'est le cas pour la récente origine de Homo sapiens.

### Étude des migrations et de notre évolution récente

#### Origine des humains modernes
Ainsi des études récentes ont montré que toutes les mitochondries humaines dans le monde ont une origine commune datée d'environ −150 000 ans, en Afrique. C'est la théorie de l'Ève mitochondriale.

#### Relation entre les humains et les Hommes de Néanderthal
De plus, de l'ADNmt vieux de plus de 30 000 ans analysé dans les os de l'homme de Néanderthal et comparé avec de l'ADNmt humain, a permis de montrer que cette espèce n'est pas un ancêtre des humains actuels par la lignée féminine. Il est maintenant prouvé par le paléobiologiste Svante Pääbo qu'entre 1 % et 4 % du génome des européens et asiatiques actuels provient de métissages avec Néanderthal. Les métissages semblent aussi avoir eu lieu à différentes époques. Comme ce métissage n'a pas été trouvé pour le moment dans le génome mitochondrial, on peut donc en déduire que les ancêtres néandertaliens sont à priori des hommes et pas des femmes... ou qu'une éventuelle lignée des femmes porteuses d'ADN mitochondrial néandertalien ait été interrompue par une absence de fille, autrement dit seulement des fils.

### Intérêt historique et recherche de filiation
- Les restes du Tsar Nicolas II et de sa famille ont été identifiés en comparant l'ADNmt des restes trouvés à Iekaterinbourg avec celui du Prince Philip (dont la grand-mère maternelle était la sœur de la tsarine Alexandra). L'identification est sûre à 99 %[réf. nécessaire].
- Confirmation de l'authenticité de la relique appartenant au jeune Louis XVII.

### ADNmt et enquête policière
Il existe plusieurs copies d'ADNmt par mitochondries, et le nombre de mitochondries est important dans une cellule. Donc l'ADNmt est en quantité suffisante pour faire des investigations en médecine légale ou en paléontologie. Mais comme la fréquence des différents allèles mitochondriaux est importante dans les populations (un grand nombre d'individus portent des séquences identiques), il ne permet que d'exclure un suspect, mais jamais d'en identifier un. Par contre, il est utilisé pour établir l'identité d'une personne décédée, en comparant son ADNmt avec celui de la mère présumée de la victime. 